# Alexei Pawlowitsch Dawydow
Alexei Pawlowitsch Dawydow (russisch Алексей Павлович Давыдов; * 31. Januarjul. / 12. Februar 1826greg. auf dem Landgut Murawjowo im Ujesd Rschew; † 5. Novemberjul. / 18. November 1904greg. in Kronstadt) war ein russischer Marineoffizier und Erfinder.

## Leben
Dawydow war der Sohn des Kapitänleutnants a. D. Pawel Dawydow und studierte an der Universität Moskau mit Abschluss 1847. Darauf trat er in den Dienst der Baltischen Flotte.
1854 konstruierte und baute Dawydow eine Seemine mit mechanischem Zündmechanismus, die dann drei Jahre lang erfolgreich erprobt wurde. 1857 schied er als Artillerieleutnant aus dem Militärdienst aus, richtete sich eine Werkstatt in St. Petersburg ein und arbeitete weiter an seinen Erfindungen. 1859 konstruierte er eine Seemine mit elektromagnetischem Zündmechanismus, deren Funktion er 1863 mit einem Relais-Zusatz verbesserte.
Aufgrund der geringen und verzögerten Vergütungen durch das Marineamt konnte Dawydow sich das Leben im teuren St. Petersburg nicht mehr leisten, so dass er nach Kronstadt umzog und dort eine billige Werkstatt fand. Dort entwickelte er das weltweit erste automatische System für das Feuern der Schiffsartillerie, das 1867 erprobt wurde. Dazu gehörte ein galvanisches Anzeigegerät zur Berücksichtigung der Schiffsbewegung, ein galvanischer Neigungsmesser für die vertikale Justierung und ein elektromagnetisches Gerät für die Signalübermittlung und Synchronisation. 1870 stellte er seine Erfindung der Kommission des Marineamtes zur Begutachtung vor. Die britische Regierung hatte durch ihre Agenten von Dawydows Entwicklungen erfahren und bot ihm dafür 1,5 Millionen Rubel an, was Dawydow ablehnte. Erst als Versuche zum elektrischen Feuern in ausländischen Flotten bekannt wurden, genehmigte das Technische Marinekomitee 1876 Dawydows System. 1877 wurden Schiffe der Baltischen und Schwarzmeerflotte mit dem System ausgerüstet. Er verbesserte das System stetig weiter bis 1881. Weitere Erfindungen folgten bezüglich der Seeminen und des Feuerns der Schiffsartillerie.